# Hiroki Yanagita
Hiroki Yanagita (japanisch 柳田 大輝 Yanagita Hiroki; * 25. Juli 2003 in Tatebayashi) ist ein japanischer Leichtathlet, der sich auf den Sprint spezialisiert hat. In den Jahren 2023 und 2025 wurde er Asienmeister im 100-Meter-Lauf.

## Sportliche Laufbahn
Erste internationale Erfahrungen sammelte Hiroki Yanagita bei den World Athletics Relays 2021 im polnischen Chorzów, bei denen er in 39,42 s Dritter mit der japanischen 4-mal-100-Meter-Staffel hinter den Teams aus Südafrika und Italien wurde. Im Jahr darauf wurde er bei den Weltmeisterschaften in Eugene mit der Staffel in der Vorrunde disqualifiziert und anschließend belegte er bei den U20-Weltmeisterschaften in Cali in 10,24 s den sechsten Platz im 100-Meter-Lauf und siegte in 39,35 s in der 4-mal-100-Meter-Staffel. 2023 siegte er in 10,25 s beim Mikio Oda Memorial Athletics Meet und sicherte sich im Juli bei den Asienmeisterschaften in Bangkok mit Bestleistung von 10,02 s die Goldmedaille. Anschließend schied er bei den Weltmeisterschaften in Budapest mit 10,14 s im Halbfinale über 100 Meter aus und belegte mit der Staffel in 37,83 s den fünften Platz. Bei den World Athletics Relays 2024 auf den Bahamas sicherte er dem japanischen Team einen Startplatz bei den Olympischen Spielen. Kurz darauf siegte er in 10,21 s beim Seiko Golden Grand Prix über 100 Meter. Im August verhalf der dann der Staffel bei den Olympischen Sommerspielen in Paris zum Finaleinzug.
2025 siegte er in 10,06 s über 100 Meter beim Seiko Golden Grand Prix, ehe er bei den Asienmeisterschaften in Gumi in 10,20 s seinen Titel verteidigte. Im Juli gewann er bei den World University Games in Bochum in 10,23 s die Bronzemedaille hinter dem Südafrikaner Bayanda Walaza und Puripol Boonson aus Thailand.

## Persönliche Bestzeiten
- 100 Meter: 10,02 s (0,0 m/s), 14. Juli 2023 in Bangkok
- 200 Meter: 21,11 s (+1,6 m/s), 8. März 2025 in Sydney